# テレポートブリッジ

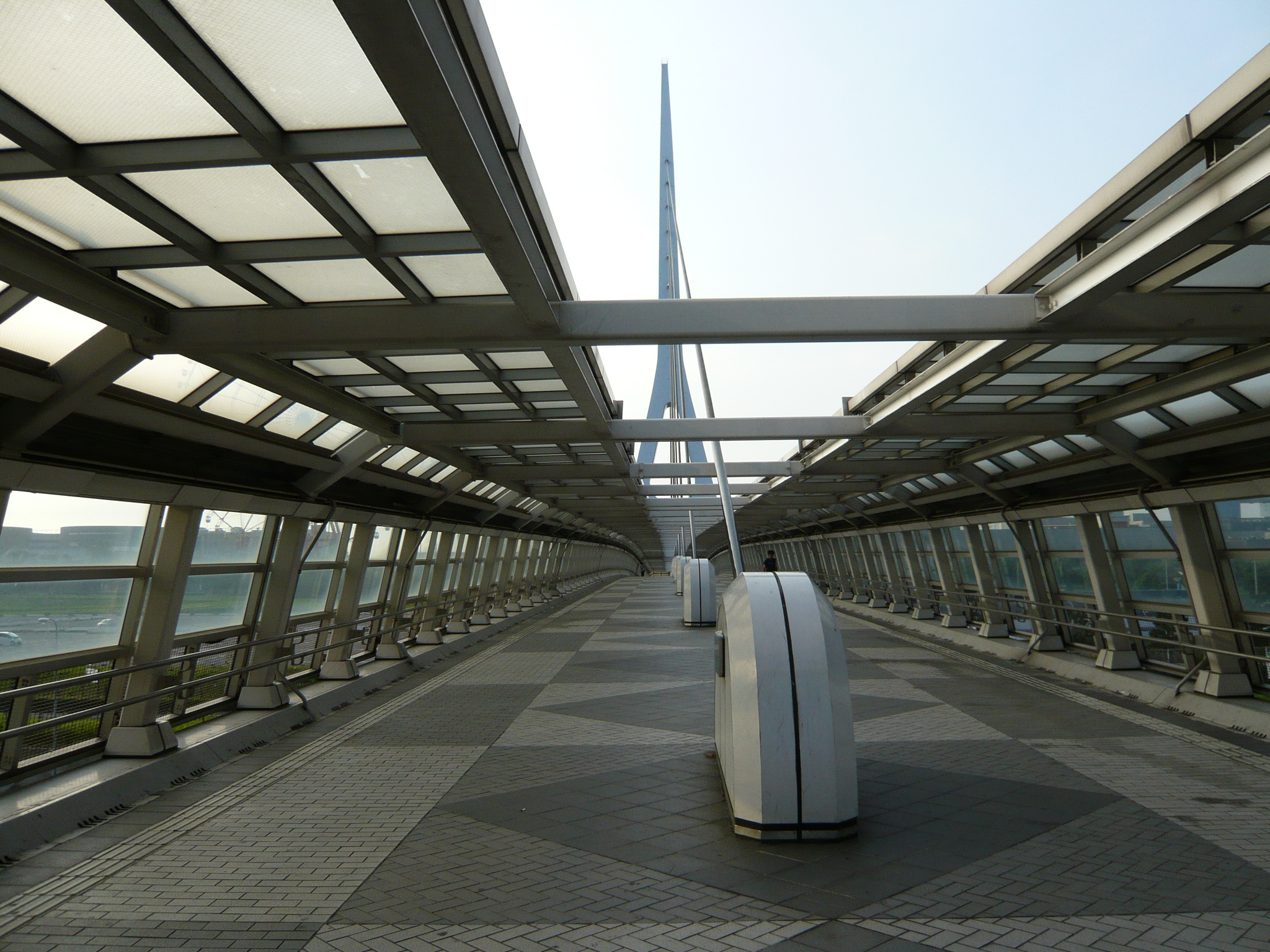
内観

テレポートブリッジは、東京都のお台場にある台場地区と青海地区を結ぶ歩行者専用橋である。

## 概要
橋長は341メートル、幅は9メートル。3径間連続斜張橋。1996年完成。
お台場は中央を東京湾岸道路（国道357号・首都高速湾岸線）が横切っており、この橋は台場地区と青海地区を安全に往来するのにとても重要な役割を果たす。お台場海浜公園・デックス東京ビーチ・ゆりかもめお台場海浜公園駅・りんかい線東京テレポート駅などお台場の主要な駅や観光地を直接結んでいる。
比較的長い橋にもかかわらず、主塔は1本のみであるため、主塔はかなり高く、歩行者専用橋の割にとても目立つ外観である。さらに、橋中央付近を道路が横切っているため、橋の主塔は中央から南寄りに設置されている。そのため、主塔を南側に傾けてケーブルを張りこの橋を支えており、特徴的で未来的な形状をしている。